# Brandon Hagel
Brandon Hagel, född 27 augusti 1998, är en kanadensisk professionell ishockeyforward som spelar för Tampa Bay Lightning i National Hockey League (NHL).
Han har tidigare spelat för Chicago Blackhawks i NHL; Rockford Icehogs i American Hockey League (AHL); HC Thurgau i Swiss League (SL) samt Red Deer Rebels i Western Hockey League (WHL).
Hagel draftades av Chicago Blackhawks i sjätte rundan i 2016 års draft som 159:e spelare totalt.

## Statistik
| 2011–2012  | Fort Saskatchewan Rangers | AMBHL      | 33  | 7   | 12  | 19  | 34  | —  | —  | —  | —  | —  |
| 2012–2013  | Fort Saskatchewan Rangers | AMBHL      | 33  | 22  | 19  | 41  | 34  | —  | —  | —  | —  | —  |
|            | Fort Saskatchewan Rangers | AMMHL      | 7   | 4   | 1   | 5   | 2   | —  | —  | —  | —  | —  |
| 2013–2014  | Fort Saskatchewan Rangers | AMMHL      | 37  | 32  | 26  | 58  | 62  | —  | —  | —  | —  | —  |
|            | Fort Saskatchewan Rangers | AMHL       | 2   | 0   | 0   | 0   | 2   | —  | —  | —  | —  | —  |
| 2014–2015  | Fort Saskatchewan Rangers | AMHL       | 34  | 23  | 28  | 51  | 42  | —  | —  | —  | —  | —  |
|            | Whitecourt Wolverines     | AJHL       | 6   | 1   | 1   | 2   | 0   | 4  | 0  | 1  | 1  | 0  |
| 2015–2016  | Whitecourt Wolverines     | AJHL       | 3   | 1   | 2   | 3   | 2   | —  | —  | —  | —  | —  |
|            | Red Deer Rebels           | WHL        | 72  | 13  | 34  | 47  | 46  | 17 | 1  | 9  | 10 | 18 |
| 2016–2017  | Red Deer Rebels           | WHL        | 65  | 31  | 40  | 71  | 85  | 7  | 7  | 1  | 8  | 10 |
| 2017–2018  | Red Deer Rebels           | WHL        | 56  | 18  | 41  | 59  | 45  | 5  | 5  | 1  | 6  | 16 |
| 2018–2019  | Red Deer Rebels           | WHL        | 66  | 41  | 61  | 102 | 80  | 4  | 4  | 2  | 6  | 8  |
|            | Rockford Icehogs          | AHL        | 8   | 0   | 1   | 1   | 2   | —  | —  | —  | —  | —  |
| 2019–2020  | Chicago Blackhawks        | NHL        | 1   | 0   | 0   | 0   | 0   | —  | —  | —  | —  | —  |
|            | Rockford Icehogs          | AHL        | 59  | 19  | 12  | 31  | 38  | —  | —  | —  | —  | —  |
| 2020–2021  | Chicago Blackhawks        | NHL        | 52  | 9   | 15  | 24  | 11  | —  | —  | —  | —  | —  |
|            | HC Thurgau                | SL         | 14  | 8   | 7   | 15  | 8   | —  | —  | —  | —  | —  |
| 2021–2022  | Chicago Blackhawks        | NHL        | 55  | 21  | 16  | 37  | 23  | —  | —  | —  | —  | —  |
|            | Tampa Bay Lightning       | NHL        | 22  | 4   | 3   | 7   | 8   | 23 | 2  | 4  | 6  | 25 |
| 2022–2023  | Tampa Bay Lightning       | NHL        | 81  | 30  | 34  | 64  | 54  | 6  | 1  | 4  | 5  | 0  |
| NHL totalt | NHL totalt                | NHL totalt | 211 | 64  | 68  | 132 | 96  | 29 | 3  | 8  | 11 | 25 |
| AHL totalt | AHL totalt                | AHL totalt | 67  | 19  | 13  | 32  | 40  | —  | —  | —  | —  | —  |
| WHL totalt | WHL totalt                | WHL totalt | 259 | 103 | 176 | 279 | 256 | 33 | 17 | 13 | 30 | 52 |

### Internationellt
| Källa: Uppdaterad: 2023-06-11 | Källa: Uppdaterad: 2023-06-11 | Källa: Uppdaterad: 2023-06-11 |         | Utv = Utvisningsminuter | Utv = Utvisningsminuter | Utv = Utvisningsminuter | Utv = Utvisningsminuter | Utv = Utvisningsminuter |
| År                            | Lag                           | Mästerskap                    | Matcher | Mål                     | Assists                 | Poäng                   | Utv                     |                         |
| ----------------------------- | ----------------------------- | ----------------------------- | ------- | ----------------------- | ----------------------- | ----------------------- | ----------------------- | ----------------------- |
| 2021                          | Kanada                        | VM                            | 10      | 0                       | 0                       | 0                       | 0                       |                         |
| Senior totalt                 | Senior totalt                 | Senior totalt                 | 10      | 0                       | 0                       | 0                       | 0                       |                         |